# イギリス国鉄86形電気機関車
86形（Class 86、クラス86）は、1965年に登場したイギリス国鉄の交流電気機関車である。1965年から1966年にかけてイングリッシュ・エレクトリックのバルカン・ファウンドリー工場ならびにイギリス国鉄のドンカスター工場で100両が製造され、ロンドンからグラスゴーまで電化された西海岸本線用に投入された。
登場時の形式はAL6（AC Locomotive 6th、交流機関車の6番目）であったが、TOPSの導入に伴い1968年に86形へ改称された。

## 運用
1965年8月に西海岸本線で運用を開始し、主に速達旅客列車の運用に充当されたほか、貨物列車にも広く使用された。
1980年代にはグレート・イースタン本線が電化し、86形はロンドンとイプスウィッチ、ノリッジ方面を結ぶ運用にも旅客、貨物列車の双方で充当されるようになった。
2000年代に入ると老朽化に伴う後継車への置き換えが開始され、旅客列車の運用は2005年をもって終了した。貨物列車では2016年現在でもフレートライナーの14両が稼働している。
引退した車両の一部は、中古車としてブルガリアやハンガリーへ輸出された。